# Santa Claus Lane (singel Hilary Duff)
Santa Claus Lane to drugi singel aktorki i piosenkarki Hilary Duff. Został wydany 2 grudnia 2002 jako drugi singel z debiutanckiego albumu Duff, Santa Claus Lane. Singel nie został wydany na płytach, jedynie dla radia. Emitowany m.in. w Radiu Disney. Singel był użyty w filmie Śnięty Mikołaj 2. Santa Claus Lane napisali Charlie Midnight, Matthew Gerrard i Jay Landers.
Jako teledysk do utworu Santa Claus Lane wykorzystywany był występ Duff w disneyowskim programie Movie Surfers.